# Overgas
Overgas Inc. AD — крупнейшая частная газовая компания в Болгарии.
В партнерстве с британской JKX Oil & Gas и болгарской Balkan Explorers компания занимается поиском нефти и газа вблизи Провадии.
В мае 2010 года «Overgas» объявил, что не будет продлевать контракт с государственной «Булгаргаз» на поставку одного миллиарда кубометров природного газа в год, а вместо этого будет поставлять газ напрямую потребителям. В свою очередь, «Булгаргаз» заявил, что «Овергаз» получил более 140 млн долларов США в период 1998—2010 гг. Из-за разницы в цене продажи для «Булгаргаз» и закупочной цены у «Газпрома». По словам Булгаргаза, будучи монополистом на импорт природного газа от Газпрома, Overgas не имеет реальной конкуренции на болгарском рынке.